# Per-Olof Arvidsson
Per-Olof Arvidsson (n. 18 decembrie 1864, Karlskrona, Comitatul Blekinge, Suedia – d. 30 august 1947, Stockholm, Suedia) a fost un trăgător de tir ce a reprezentat Suedia, medaliat olimpic. A participat la două ediții ale Jocurilor Olimpice (1908, 1912) în care a câștigat o medalie de aur și o medalie de argint.